# Декарт, Рене
Рене́ Дека́рт (фр. René Descartes, МФА: [ʁəne dekaʁt] (слушать)о файле; латинизированное имя: Renatus Cartesius; 31 марта 1596, Лаэ (ныне Декарт), Королевство Франция — 11 февраля 1650, Стокгольм, Королевство Швеция:58) — французский философ, математик и естествоиспытатель; один из основоположников философии Нового времени, создатель аналитической геометрии, одна из ключевых фигур научной революции.
Его вклад как «отца философии Нового времени» отмечен нехарактерным для ранней философии фокусом на эпистемологии. Он заложил основы континентального рационализма XVII века, который развили Спиноза и Лейбниц, а позже ему противостояла эмпирическая школа мысли, представленная Гоббсом, Локком, Беркли и Юмом. Рост рационализма раннего Нового времени — как впервые в истории высоко систематизированной философской школы — оказал огромное и глубокое влияние на современную западную мысль в целом с рождением двух влиятельных рационалистических философских систем Декарта и Спинозы, а именно картезианства и спинозизма; наряду со Спинозой и Лейбницем дал «Веку разума» имя и место в истории. «Размышления о первой философии» Декарта (1641) продолжают оставаться стандартным текстом на философских факультетах большинства университетов.
Столь же огромно влияние Декарта на математику; его именем названа разработанная им прямоугольная система координат, а созданная им аналитическая геометрия стала мостом между алгеброй и геометрией, сыгравшим важную роль в открытии исчисления бесконечно малых и анализа.

## Биография
Декарт происходил из старинного, но обедневшего дворянского рода, был младшим (третьим) сыном в семье.
Родился 31 марта 1596 года в городе Ла-Э-ан-Турен (сейчас Декарт), департамент Эндр и Луара, Франция. Его мать Жанна Брошар умерла, когда ему был 1 год. Отец, Жоаким Декарт, был судьёй и советником парламента в городе Ренн и в Лаэ появлялся редко; воспитанием мальчика занималась бабушка по матери. В детстве Рене отличался хрупким здоровьем и невероятной любознательностью, его стремление к науке было настолько сильно, что отец в шутку стал называть Рене своим маленьким философом.
Начальное образование Декарт получил в иезуитском коллеже Ла-Флеш, где его учителем был Жан Франсуа. В коллеже Декарт познакомился с Мареном Мерсенном (тогда — учеником, позже — священником), будущим координатором научной жизни Франции, и Жаком Валле де Барро. Религиозное образование только укрепило в молодом Декарте скептическое отношение к тогдашним философским авторитетам. Позже он сформулировал свой метод познания: дедуктивные (математические) рассуждения над результатами воспроизводимых опытов.
В 1612 году Декарт окончил коллеж, некоторое время изучал право в Пуатье, затем уехал в Париж, где несколько лет чередовал рассеянную жизнь с математическими исследованиями. Затем он поступил на военную службу (1617) — сначала в революционной Голландии (в те годы — союзнице Франции), затем в Германии, где участвовал в недолгой битве за Прагу (Тридцатилетняя война). В Голландии в 1618 году Декарт познакомился с выдающимся физиком и натурфилософом Исааком Бекманом, оказавшим значительное влияние на его формирование как учёного. Несколько лет Декарт провёл в Париже, предаваясь научной работе, где, помимо прочего, открыл принцип виртуальных скоростей, который в то время никто ещё не был готов оценить по достоинству.
Затем — ещё несколько лет участия в войне (осада Ла-Рошели). По возвращении во Францию оказалось, что свободомыслие Декарта стало известно иезуитам, и те обвинили его в ереси. Поэтому Декарт переехал в Голландию (1628), где провёл 20 лет в уединённых научных занятиях.
Он вёл обширную переписку с лучшими учёными Европы (через верного Мерсенна), изучал самые различные науки — от медицины до метеорологии. Наконец, в 1634 году он закончил свою первую, программную книгу под названием «Мир» (Le Monde), состоящую из двух частей: «Трактат о свете» и «Трактат о человеке». Но момент для издания был неудачным — годом ранее инквизиция осудила Галилея. Поэтому Декарт решил при жизни не печатать этот труд. Он писал Мерсенну об осуждении Галилея:
Это меня так поразило, что я решил сжечь все мои бумаги, по крайней мере никому их не показывать; ибо я не в состоянии был вообразить себе, что он, итальянец, пользовавшийся расположением даже Папы, мог быть осуждён за то, без сомнения, что хотел доказать движение Земли… Признаюсь, если движение Земли есть ложь, то ложь и все основания моей философии, так как они явно ведут к этому же заключению.
Вскоре, однако, одна за другой, появились другие книги Декарта:
- «Рассуждение о методе…» (1637);
- «Размышления о первой философии…» (1641);
- «Первоначала философии» (1644).

В «Первоначалах философии» сформулированы главные тезисы Декарта:
- Бог сотворил мир и законы природы, а далее Вселенная действует как самостоятельный механизм;
- В мире нет ничего, кроме движущейся материи различных видов. Материя состоит из элементарных частиц, локальное взаимодействие которых и производит все природные явления;
- Математика — мощный и универсальный метод познания природы, образец для других наук.

Кардинал Ришельё благожелательно отнёсся к трудам Декарта и разрешил их издание во Франции, а вот протестантские богословы Голландии наложили на них проклятие (1642); без поддержки принца Оранского учёному пришлось бы нелегко.

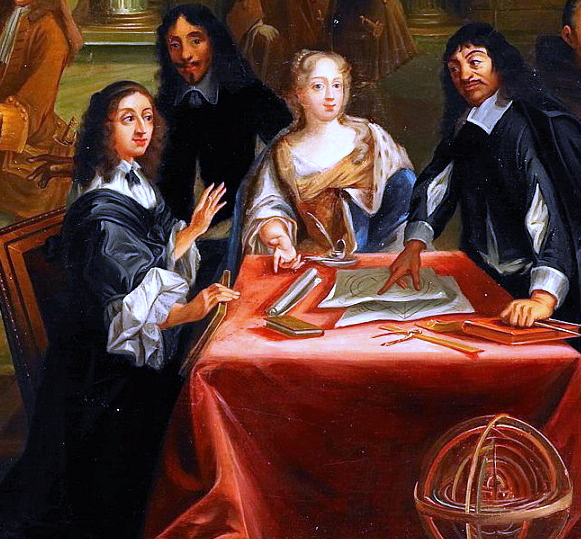
Диспут Декарта (справа) и королевы Кристины, картина Пьера-Луи Дюмениля

В 1635 году у Декарта родилась незаконная дочь Франсина (от служанки). Прожила она всего 5 лет (умерла от скарлатины); смерть дочери Декарт расценил как величайшее горе в своей жизни.

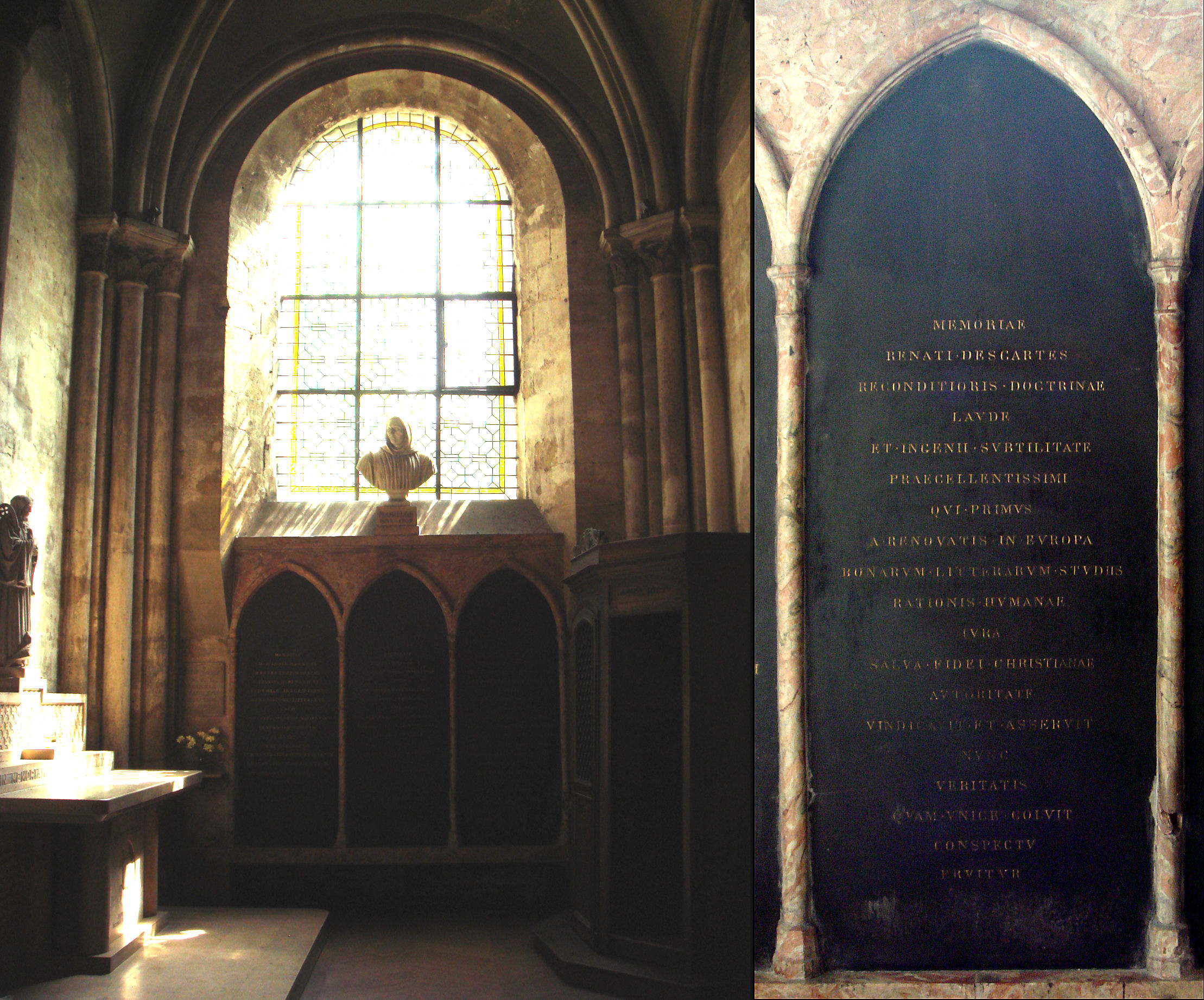
Гробница Декарта (справа — эпитафия), в церкви Сен-Жермен де Пре

В 1649 году Декарт, измученный многолетней травлей за вольнодумство, поддался уговорам шведской королевы Кристины (с которой много лет активно переписывался) и переехал в Стокгольм. Почти сразу после переезда он серьёзно простудился и вскоре умер. Предположительной причиной смерти явилась пневмония. Существует также гипотеза о его отравлении, поскольку симптомы болезни Декарта были сходны с симптомами, возникающими при остром отравлении мышьяком. Эту гипотезу выдвинул Айки Пиз, немецкий учёный, а затем поддержал Теодор Эберт. Поводом для отравления, по этой версии, послужило опасение католических агентов, что вольнодумство Декарта может помешать их усилиям по обращению королевы Кристины в католичество (это обращение действительно произошло в 1654 году).
К концу жизни Декарта отношение церкви к его учению стало резко враждебным. Вскоре после смерти Декарта основные его сочинения были внесены в «Индекс запрещённых книг», а Людовик XIV специальным указом запретил преподавание философии Декарта («картезианства») во всех учебных заведениях Франции.
Спустя 17 лет после смерти учёного его останки были перевезены из Стокгольма в Париж и захоронены в часовне аббатства Сен-Жермен-де-Пре. Хотя Национальный конвент ещё в 1792 году планировал перенести прах Декарта в Пантеон, сейчас, спустя два с лишним века, он всё так же продолжает покоиться в часовне аббатства.

## Научная деятельность

### Математика

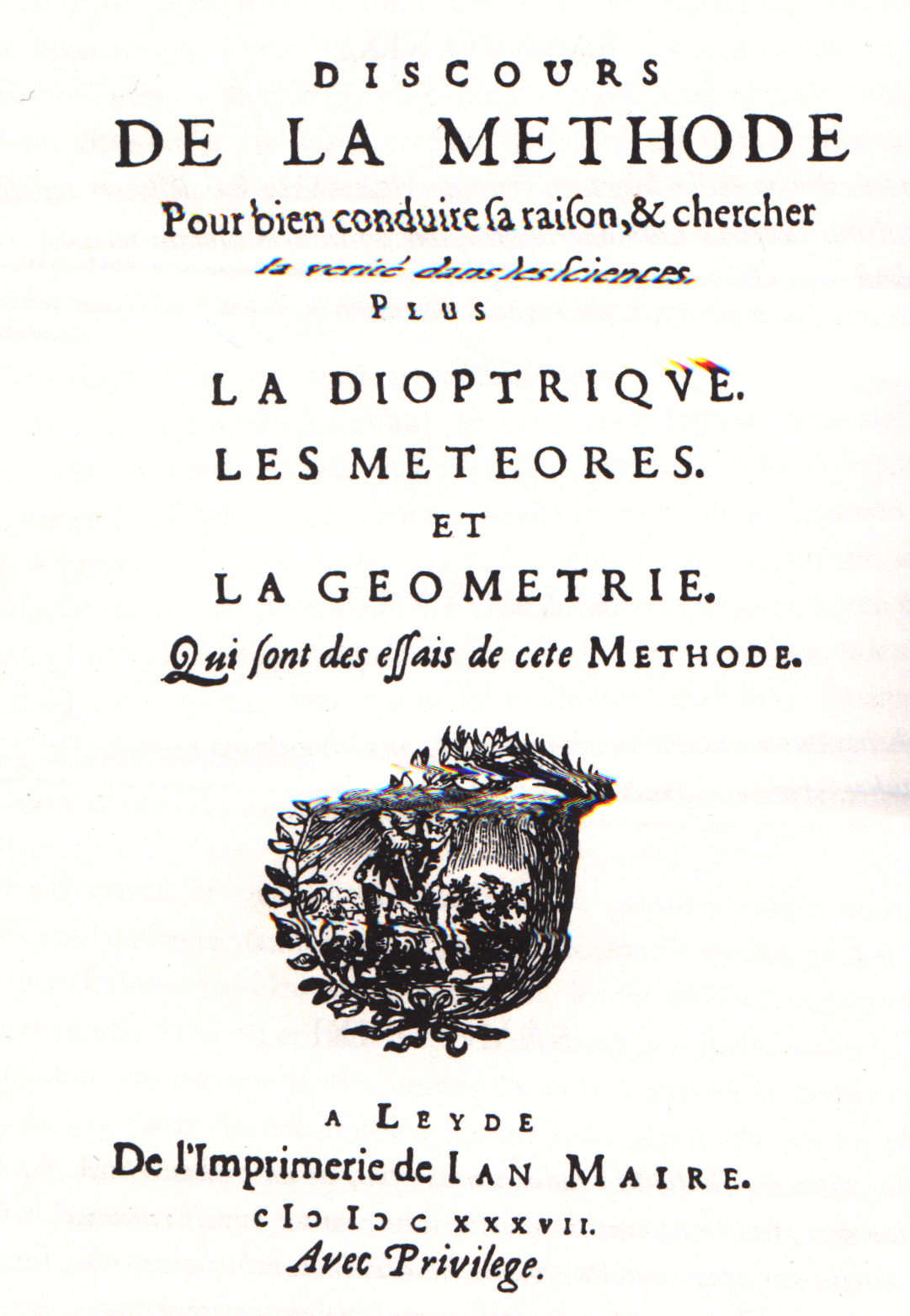
«Рассуждение о методе» Декарта

В 1637 году вышел в свет главный философско-математический труд Декарта, «Рассуждение о методе» (полное название: «Рассуждение о методе, позволяющем направлять свой разум и отыскивать истину в науках»). В приложении «Геометрия» к этой книге излагались аналитическая геометрия, многочисленные результаты в алгебре и геометрии, в другом приложении — открытия в оптике (в том числе — правильная формулировка закона преломления света) и многое другое.
Особо следует отметить переработанную им математическую символику, с этого момента близкую к современной. Коэффициенты он обозначал a, b, c…, а неизвестные — x, y, z. Натуральный показатель степени принял современный вид (дробные и отрицательные утвердились благодаря Ньютону). Появилась черта над подкоренным выражением. Уравнения приводятся к канонической форме (в правой части — ноль).
Символическую алгебру Декарт называл «Всеобщей математикой», и писал, что она должна объяснить «всё относящееся к порядку и мере».
Создание аналитической геометрии позволило перевести исследование геометрических свойств кривых и тел на алгебраический язык, то есть анализировать уравнение кривой в некоторой системе координат. Этот перевод имел тот недостаток, что теперь надо было аккуратно определять подлинные геометрические свойства, не зависящие от системы координат (инварианты). Однако достоинства нового метода были исключительно велики, и Декарт продемонстрировал их в той же книге, открыв множество положений, неизвестных древним и современным ему математикам.
В «Геометрии» были даны методы решения алгебраических уравнений (в том числе геометрические и механические), классификация алгебраических кривых. Новый способ задания кривой — с помощью уравнения — был решающим шагом к понятию функции. Декарт формулирует точное «правило знаков» для определения числа положительных корней уравнения, хотя и не доказывает его.
Декарт исследовал алгебраические функции (многочлены), а также ряд «механических» (спирали, циклоида). Для трансцендентных функций, по мнению Декарта, общего метода исследования не существует.
Комплексные числа ещё не рассматривались Декартом на равных правах с вещественными, однако он сформулировал (хотя и не доказал) основную теорему алгебры: общее число вещественных и комплексных корней многочлена равно его степени. Отрицательные корни Декарт по традиции именовал ложными, однако объединял их с положительными термином действительные числа, отделяя от мнимых (комплексных). Этот термин вошёл в математику. Впрочем, Декарт проявил некоторую непоследовательность: коэффициенты a, b, c… у него считались положительными, а случай неизвестного знака специально отмечался многоточием слева.
Все неотрицательные вещественные числа, не исключая иррациональные, рассматриваются Декартом как равноправные; они определяются как отношения длины некоторого отрезка к эталону длины. Позже аналогичное определение числа приняли Ньютон и Эйлер. Декарт пока ещё не отделяет алгебру от геометрии, хотя и меняет их приоритеты; решение уравнения он понимает как построение отрезка с длиной, равной корню уравнения. Этот анахронизм был вскоре отброшен его учениками, прежде всего — английскими, для которых геометрические построения — чисто вспомогательный приём.
«Геометрия» сразу сделала Декарта признанным авторитетом в математике и оптике. Издана она была на французском, а не на латинском языке. «Геометрия» была, однако, тут же переведена на латинский и неоднократно издавалась отдельно, разрастаясь от комментариев и став настольной книгой европейских учёных. Труды математиков второй половины XVII века отражают сильнейшее влияние Декарта.

### Механика и физика
Физические исследования Декарта относятся главным образом к механике, оптике и общему строению Вселенной. Физика Декарта, в отличие от его метафизики, была материалистической: Вселенная целиком заполнена движущейся материей и в своих проявлениях самодостаточна. Неделимых атомов и пустоты Декарт не признавал и в своих трудах резко критиковал атомистов, как античных, так и современных ему. Кроме обычной материи, Декарт выделил обширный класс невидимых тонких материй, с помощью которых пытался объяснить действие теплоты, тяготения, электричества и магнетизма.
Основными видами движения Декарт считал движение по инерции, которое сформулировал (1644) так же, как позднее Ньютон, и материальные вихри, возникающие при взаимодействии одной материи с другой. Взаимодействие он рассматривал чисто механически, как соударение. Декарт ввёл понятие количества движения, сформулировал (в нестрогой формулировке) закон сохранения движения (количества движения), однако толковал его неточно, не учитывая, что количество движения является векторной величиной (1664).
В 1637 году вышла в свет «Диоптрика», где содержались законы распространения света, отражения и преломления, идея эфира как переносчика света, объяснение радуги. Декарт первым математически вывел закон преломления света (независимо от В. Снеллиуса) на границе двух различных сред. Точная формулировка этого закона позволила усовершенствовать оптические приборы, которые тогда стали играть огромную роль в астрономии и навигации (а вскоре и в микроскопии).
Исследовал законы удара. Высказал предположение, что атмосферное давление с увеличением высоты уменьшается. Теплоту и теплопередачу Декарт совершенно правильно рассматривал как происходящую от движения мелких частиц вещества.

### Другие научные достижения
- Крупнейшим открытием Декарта, ставшим фундаментальным для последующей психологии, можно считать понятие о рефлексе и принцип рефлекторной деятельности. Схема рефлекса сводилась к следующему. Декарт представил модель организма как работающий механизм. При таком понимании живое тело не требует более вмешательства души; функции «машины тела», к которым относятся «восприятие, запечатление идей, удержание идей в памяти, внутренние стремления… совершаются в этой машине как движения часов».
- Наряду с учениями о механизмах тела разрабатывалась проблема аффектов (страстей) как телесных состояний, являющихся регуляторами психической жизни. Термин «страсть», или «аффект», в современной психологии указывает на определённые эмоциональные состояния.

## Философия
Философия Декарта была дуалистической: дуализм души и тела, — то есть двойственность идеального и материального, признающего и то и другое независимыми самостоятельными началами, о чём впоследствии писал и Иммануил Кант. Декарт признавал наличие в мире двух родов субстанций: протяжённой (res extensa) и мыслящей (res cogitans), при этом проблема их взаимодействия разрешалась введением общего источника (Бога), который, выступая создателем, являющийся высшей субстанцией, формирует обе субстанции по одним и тем же законам. Бог, сотворивший материю вместе с движением и покоем и сохраняющий их.
Многие элементы философии Декарта имеют место в позднем аристотелизме, возрождённом стоицизме XVI века или у более ранних философов, таких как Августин. В своей натурфилософии он отличался от схоластики по двум основным пунктам: во-первых, он отвергал расщепление телесной субстанции на материю и форму; во-вторых, он отвергал всякую апелляцию к конечным целям, божественным или естественным, при объяснении природных явлений.
Главным вкладом Декарта в философию стало классическое построение философии рационализма как универсального метода познания. Конечной целью определялось знание. Разум, по Декарту, критически оценивает опытные данные и выводит из них скрытые в природе истинные законы, формулируемые на математическом языке. Могущество разума ограничено лишь несовершенством человека по сравнению с Богом, который как раз несёт в себе все совершенные характеристики. Учение Декарта о познании было первым кирпичом в фундаменте рационализма.
В своём богословии он настаивает на абсолютной свободе акта творения Бога. Отказываясь признать авторитет предыдущих философов, Декарт часто отделял свои взгляды от философов, предшествовавших ему. В первом разделе «Страстей души», трактата об эмоциях раннего Нового времени, Декарт заходит так далеко, что утверждает, что он будет писать на эту тему, «как будто никто не писал об этом раньше». Его наиболее известное философское утверждение — «cogito, ergo sum» («Я мыслю, следовательно, я существую»; фр. Je pense, donc je suis), написанное в «Рассуждении о методе» (1637, на французском и латинском языках) и «Первоначалах философии» (1644, на латыни).
Другой важнейшей чертой подхода Декарта был механицизм. Материя (включая тонкую) состоит из элементарных частиц, локальное механическое взаимодействие которых и производит все природные явления. Для философского мировоззрения Декарта характерен также скептицизм, критика предшествующей схоластической философской традиции.
Самодостоверность сознания, cogito (декартовское «мыслю, следовательно, существую» — лат. Cogito, ergo sum), равно как и теория врождённых идей, является исходным пунктом картезианской гносеологии. Картезианская физика, в противоположность ньютоновской, считала всё протяжённое телесным, отрицая пустое пространство, и описывала движение с помощью понятия «вихрь»; физика картезианства впоследствии нашла своё выражение в теории близкодействия.
В развитии картезианства обозначились две противоположные тенденции:
- к материалистическому монизму (Х. Де Руа, Б. Спиноза),
- и к идеалистическому окказионализму (А. Гейлинкс, Н. Мальбранш).

Мировоззрение Декарта положило начало т. н. картезианству, представленному
- голландской (Барух де Спиноза),
- немецкой (Готтфрид Вильгельм Лейбниц),
- и французской (Николя Мальбранш)

школами.

### Метод радикального сомнения
Исходной точкой рассуждений Декарта является поиск несомненных оснований всякого знания. В эпоху Возрождения Монтень и Шаррон пересадили во французскую литературу скептицизм греческой школы Пиррона.
Скептицизм и поиски идеальной математической точности — два различных выражения одной и той же черты человеческого ума: напряжённого стремления достигнуть абсолютно достоверной и логически непоколебимой истины. Им совершенно противоположны:
- с одной стороны — эмпиризм, довольствующийся истиной приблизительной и относительной,
- с другой — мистицизм, находящий особое упоение в непосредственном сверхчувственном, надрациональном знании.

Ничего общего ни с эмпиризмом, ни с мистицизмом Декарт не имел. Если он искал высшего абсолютного принципа знания в непосредственном самосознании человека, то речь шла не о каком-либо мистическом откровении неведомой основы вещей, а о ясном, аналитическом раскрытии самой общей, логически неопровержимой истины. Её открытие являлось для Декарта условием преодоления сомнений, с которыми боролся его ум.
Сомнения эти и выход из них он окончательно формулирует в «Первоначалах философии» следующим образом:

Так как мы рождаемся детьми и составляем разные суждения о вещах прежде, чем достигнем полного употребления своего разума, то многие предрассудки отклоняют нас от познания истины; избавиться от них мы, по-видимому, можем не иначе, как постаравшись раз в жизни усомниться во всём том, в чём найдём хотя бы малейшее подозрение недостоверности…. Если мы станем отвергать всё то, в чём каким бы то ни было образом можем сомневаться, и даже будем считать всё это ложным, то хотя мы легко предположим, что нет никакого Бога, никакого неба, никаких тел и что у нас самих нет ни рук, ни ног, ни вообще тела, однако же не предположим также и того, что мы сами, думающие об этом, не существуем: ибо нелепо признавать то, что мыслит, в то самое время, когда оно мыслит, не существующим. Вследствие чего это познание: я мыслю, следовательно существую, — есть первое и вернейшее из всех познаний, встречающееся каждому, кто философствует в порядке. И это — лучший путь для познания природы души и её отличия от тела; ибо, исследуя, что же такое мы, предполагающие ложным всё, что от нас отлично, мы увидим совершенно ясно, что к нашей природе не принадлежит ни протяжение, ни форма, ни перемещение, ничто подобное, но одно мышление, которое вследствие того и познаётся первее и вернее всяких вещественных предметов, ибо его мы уже знаем, а во всём другом ещё сомневаемся.

Таким образом, Декартом был найден первый твёрдый пункт для построения его миросозерцания — не требующая никакого дальнейшего доказательства основная истина нашего ума. От этой истины уже можно, по мнению Декарта, пойти далее к построению новых истин.
Прежде всего, разбирая смысл положения «cogito, ergo sum», Декарт устанавливает критерий достоверности. Почему известное положение ума безусловно достоверно? Никакого другого критерия, кроме психологического, внутреннего критерия ясности и раздельности представления, мы не имеем. В нашем бытии как мыслящего существа убеждает нас не опыт, а лишь отчётливое разложение непосредственного факта самосознания на два одинаково неизбежных и ясных представления, или идеи, — мышления и бытия. Против силлогизма как источника новых знаний Декарт вооружается почти так же энергично, как ранее Бэкон, считая его не орудием открытия новых фактов, а лишь средством изложения истин уже известных, добытых другими путями. Соединение упомянутых идей в сознании есть, таким образом, не умозаключение, а синтез, есть акт творчества, так же как усмотрение величины суммы углов треугольника в геометрии.
Декарт первым намекнул на значение вопроса, игравшего затем главную роль у Канта, — а именно вопроса о значении априорных синтетических суждений.

### Доказательство существования Бога
Найдя критерий достоверности в отчётливых, ясных идеях (ideae clarae et distinctae), Декарт берётся затем доказать существование Бога и выяснить основную природу вещественного мира. Так как убеждение в существовании телесного мира основывается на данных нашего чувственного восприятия, а о последнем мы ещё не знаем, не обманывает ли оно нас безусловно, то надо прежде найти гарантию хотя бы относительной достоверности чувственных восприятий. Такой гарантией может быть только сотворившее нас, с нашими чувствами, совершенное существо, идея о котором несовместима была бы с идеей обмана. Ясная и отчётливая идея такого существа в нас есть, а между тем, откуда же она взялась? Мы сами сознаем себя несовершенными лишь потому, что измеряем своё существо идеей всесовершенного существа. Значит, эта последняя не есть наша выдумка, не есть и вывод из опыта. Она могла быть внушена нам, вложена в нас только самим всесовершенным существом. С другой стороны, эта идея настолько реальна, что мы можем расчленить её на логически ясные элементы: полное совершенство мыслимо лишь под условием обладания всеми свойствами в высшей степени, а следовательно и полной реальностью, бесконечно превосходящей нашу собственную реальность.
Таким образом из ясной идеи всесовершенного существа двояким путём выводится реальность бытия Бога:
- во-первых, как источника самой идеи о нём — это доказательство, так сказать, психологическое;
- во-вторых, как объекта, в свойства которого необходимо входит реальность, — это доказательство так называемое онтологическое, то есть переходящее от идеи бытия к утверждению самого бытия существа мыслимого.

Всё же вместе Декартово доказательство бытия Божия должно быть признано, по выражению Виндельбанда, «соединением антропологической (психологической) и онтологической точек зрения».
Установив бытие всесовершенного Творца, Декарт уже без труда приходит к признанию относительной достоверности наших ощущений телесного мира, причём строит идею материи как субстанции или сущности, противоположной духу. Наши ощущения материальных явлений далеко не во всём своём составе годны для определения природы вещества. Ощущения цветов, звуков и проч. — субъективны; истинный, объективный атрибут телесных субстанций заключается только в их протяжённости, так как только сознание протяжённости тел сопровождает все разнообразные чувственные восприятия наши и только это одно свойство может быть предметом ясной, отчётливой мысли.
Таким образом, в понимании свойств материальности сказывается у Декарта всё тот же математический или геометрический строй представлений: тела суть протяжённые величины. Геометрическая односторонность Декартова определения материи сама собой бросается в глаза и достаточно выяснена новейшей критикой; но нельзя отрицать, что Декарт верно указал на самый существенный и основной признак идеи «материальности». Выясняя противоположные свойства той реальности, которую мы находим в самосознании своём, в сознании своего мыслящего субъекта, Декарт, как мы видим, признаёт мышление главным атрибутом духовной субстанции.
Обе эти субстанции — дух и материя — для Декарта с его учением о всесовершенном существе являются субстанциями конечными, созданными; бесконечной же и основной является только субстанция Бога.

### Этические взгляды
Что касается этических взглядов Декарта, то Фуллье метко реконструирует основоположения морали Декарта по его сочинениям и письмам. Строго отделяя и в этой области откровенную теологию от рациональной философии, Декарт в обосновании нравственных истин также ссылается на «естественный свет» разума (la lumière naturelle).
В «Рассуждении о методе» («Discours de la méthode») y Декарта преобладает ещё утилитарная тенденция открытия путей здравой житейской мудрости, причём заметно сказывается влияние стоицизма. Но в письмах к принцессе Елизавете он пытается установить основные идеи собственной морали. Таковыми являются:
- идея «совершенного существа как истинного объекта любви»;
- идея «противоположности духа материи», предписывающая нам удаляться от всего телесного;
- идея «бесконечности вселенной», предписывающая «возвышение над всем земным и смирение перед Божественной мудростью»;
- наконец, идея «солидарности нашей с другими существами и всем миром, зависимости от них и необходимости жертв общему благу».

В письмах к Шаню, по просьбе королевы Кристины, Декарт обстоятельно отвечает на вопросы:
- «Что такое любовь?»
- «Оправдывается ли любовь к Богу единственно естественным светом разума?»
- «Какая крайность хуже — беспорядочная любовь или беспорядочная ненависть?»

Отличая интеллектуальную любовь от страстной, он видит первую «в добровольном духовном единении существа с предметом, как частью одного с ним целого». Такая любовь находится в антагонизме со страстью и желанием. Высшая форма такой любви — любовь к Богу как бесконечно великому целому, ничтожную часть которого мы составляем. Отсюда вытекает, что как чистая мысль наша душа может любить Бога по свойствам собственной природы своей: это даёт ей высшие радости и уничтожает в ней всякие желания. Любовь, как бы беспорядочна она ни была, всё же лучше ненависти, которая делает даже хороших людей дурными. Ненависть — признак слабости и трусости. Смысл морали заключается в том, чтобы учить любить то, что достойно любви. Это даёт нам истинную радость и счастье, которое сводится к внутреннему свидетельству какого-либо достигнутого совершенства, при этом Декарт нападает на тех, кто заглушает свою совесть посредством вина и табака. Фуллье справедливо говорит, что в этих идеях Декарта содержатся уже все главнейшие положения этики Спинозы и, в частности, его учения об интеллектуальной любви к Богу.

### Экзистенциальная парадигма
С точки зрения Мераба Мамардашвили, Декарта можно отнести к основоположникам ранней экзистенциальной традиции.
Декарт в своей системе, как и Хайдеггер позднее, выделял два модуса существования, — прямой и криволинейный. Последний определяется отсутствием какой-либо базовой ориентации, поскольку вектор его распространения меняется в зависимости от столкновений идентичностей с породившим их социумом. Прямой модус бытия утилизирует механизм длящегося волевого акта в условиях вселенского безразличия духа, что даёт человеку возможность действовать в контексте свободной необходимости.
Несмотря на кажущийся парадокс, это наиболее экологичная форма жизнедеятельности, поскольку через необходимость она определяет оптимальное аутентичное состояние здесь-и-сейчас. Равно как Бог в процессе творения не имел над собой никаких законов, объясняет Декарт, так и человек трансцендирует то, что не может в этот момент, на этом шаге быть другим.
Переход от одного состояния к другому происходит через нахождение в фиксированных точках избыточности — помещение в свою жизнь понятий, таких как добродетель, любовь и т. д., не имеющих причин к своему существованию помимо той, которая извлекается из человеческой души. Неизбежность существования в социуме предполагает наличие «маски», которая предотвращает нивелирование медитативного опыта в процессе продолжающейся социализации.
Помимо описания модели человеческого бытия, Декарт также даёт возможность её интериоризации, отвечая на вопрос «мог ли Бог создать мир, недоступный нашему пониманию» в контексте апостериорного опыта — теперь (когда человек осознаёт себя мыслящим существом) нет.

## Основные труды в русском переводе

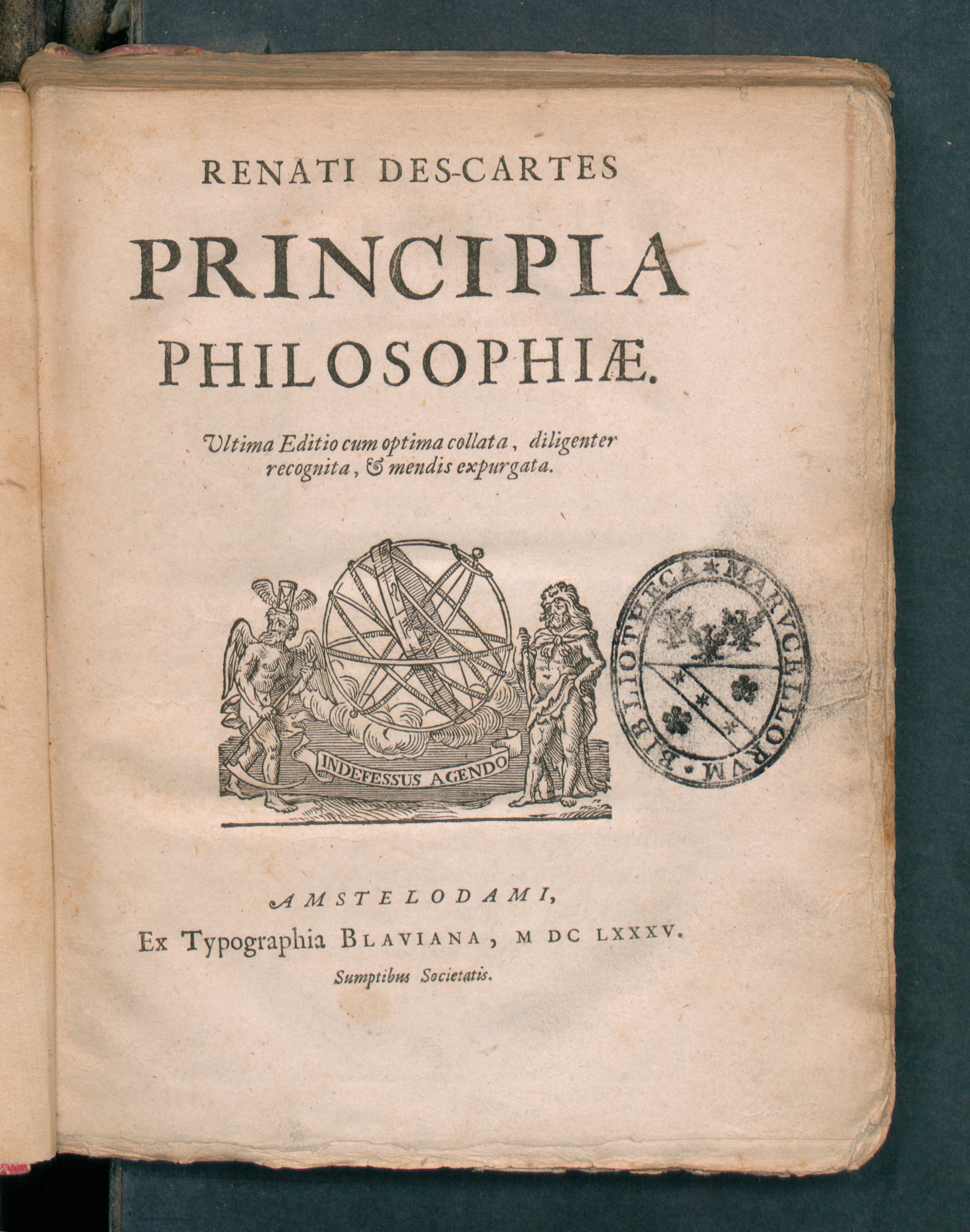
Principia philosophiae, 1685

- Декарт Р. Сочинения в двух томах. — М.: Мысль, 1989.
  - [publ.lib.ru/ARCHIVES/D/DEKART_Rene/Dekart_R._Sochineniya_v_2_tt._T.1.(1989).%5Bdjv%5D.zip Том 1]. Серия: Философское наследие, том 106.
    - Соколов В. В. Философия духа и материи Рене Декарта (3).
    - Правила для руководства ума (77).
    - Разыскание истины посредством естественного света (154).
    - Мир, или Трактат о свете (179).
    - Рассуждение о методе, чтобы верно направлять свой разум и отыскивать истину в науках (250).
    - Первоначала философии (297).
    - Описание человеческого тела. Об образовании животного (423).
    - Замечания на некую программу, изданную в Бельгии в конце 1647 года под заглавием: Объяснение человеческого ума, или разумной души, где поясняется, что она собой представляет и какой может быть (461).
    - Страсти души (481).
    - Небольшие сочинения 1619—1621 гг. (573).
    - Из переписки 1619—1643 гг. (581).

  - [publ.lib.ru/ARCHIVES/D/DEKART_Rene/Dekart_R._Sochineniya_v_2_tt._T.2.(1994).%5Bdjv%5D.zip Том 2]. Серия: Философское наследие, том 119.
    - Размышления о первой философии, в коих доказывается существование Бога и различие между человеческой душой и телом (3).
    - Возражения некоторых учёных мужей против изложенных выше «Размышлений» с ответами автора (73).
    - Глубокочтимому отцу Дине, провинциальному настоятелю Франции (418).
    - Беседа с Бурманом (447).
    - Из переписки 1643—1649 гг. (489).
- Декарт Р. «Геометрия». С приложением избранных работ П. Ферма и переписки Декарта. М.-Л.: Гостехиздат, 1938. Серия: Классики естествознания.
- Декарт Р. [publ.lib.ru/ARCHIVES/D/DEKART_Rene/Dekart_R._Kosmogoniya._Dva_traktata.(1934).%5Bdjv%5D.zip Космогония: Два трактата]. М.-Л.: Гостехиздат, 1934. Серия: Классики естествознания.
- Декарт Р. Первоначала философии (1644)
- Декарт Р. Размышления о первой философии… (1641) текст
- Ренэ Декарт. Рассуждение о методе…" (1637) Издательство Академии Наук СССР, 1953. Серия: Классики науки, 655 с..
  - Рассуждение о методе, чтобы верно направлять свой разум и отыскивать истину в науках.
  - Текст трактата на русском и французском языках.
- Декарт Р. Рассуждение о методе, чтобы верно направлять свой разум и отыскивать истину в науках и другие философские работы / Пер. с лат., М.: Академический проект, 2011. 335 с., Серия «Философские технологии», 1500 экз., ISBN 978-5-8291-1327-8.

### Переводчики Декарта на русский язык
- Гарнцев, Михаил Анатольевич
- Ляткер, Яков Абрамович
- Шейнман, Сесиль Яковлевна
- Позднев, Михаил Михайлович

## Прочие труды

### Музыкальный компендий (1618)
Примечание. Рукопись трактата утеряна
- Renati Des-Cartes Musicae Compendium. Utrecht: Typis Gisberti a Zyll & Theodori ab Ackersdyck, 1650 (первое издание трактата в его оригинальной — латинской — редакции).
- Abrégé de musique // Traité de la méchanique composé par Monsieur Descartes. De plus l’Abrégé de musique du mesme autheur mis en françois. Auec les éclairissemens nécessaires. Paris: Charles Angot, 1668, p. 53–98 (первый опубликованный перевод на французский язык, автор перевода — Nicolas Poisson).
- Excellent Compendium of Musick: With Necessary and Judicious Animadversions thereupon. London: Thomas Harper for Humphrey Moseley 1653 (первый английский перевод с глоссами У. К. Браункера).
- Oeuvres de Descartes, hrsg. v. Charles Adam / Paul Tannery. Vol. 10: Physico-Mathematica. Compendium Musicae <...>. Paris: Vrin / Cerf, 1908, p. 89–141 (критическое издание Шарля Адана и Поля Таннери на основе первого издания 1650 года, с учётом рукописных копий и других изданий); расшифровка текста этого издания доступна в базе данных TML;
- Abrégé de musique: Compendium musicae / ed. and trans. F. Buzon. Paris:  Presses Universitaires de France, 1987 (критическое издание трактата и его перевод на французский язык, подготовил Фредерик Бюзон).
- Compendium musicae / Abriss der Musik. Kommentierte Neuasgabe mit Übersetzung <...> von R. Ketteler. Hildesheim u.a.: Georg Olms Verlag, 2022. 302 S.(критическое издание и перевод на немецкий язык, подготовил Рольф Кеттелер).

## Оценки и память
Первым крупным биографом Декарта стал Adrien Baillet. В прошлом веке биографиями Декарта отметились Elizabeth Haldane (Лондон, 1905) и Jack Rochford Vrooman (Нью-Йорк, 1970). К четвертому столетию со дня рождения Декарта появилась его интеллектуальная биография авторства Стивена Гокрогера (1995), называемая всемирно известной.
В честь учёного названы его родной город, кратер на Луне, 4 июня 1993 года назван астероид (3587) Descartes, открытый 8 сентября 1981 года Л. В. Журавлёвой в Крымской астрофизической обсерватории. Его имя носит также ряд научных терминов.
- Декартова система координат
- Декартов лист
- Декартов овал
- Декартово дерево
- Декартово произведение

Физиолог И. П. Павлов поставил памятник-бюст Декарту возле своей лаборатории (Институт физиологии им. И. П. Павлова, Колтуши), потому что считал его предтечей своих исследований.
Декарт стал персонажем пьесы Александра Дюма-отца «Христина» (1830).
Главный герой романа знаменитого фантаста Филипа Дика «Мечтают ли андроиды об электроовцах?» (Бегущий по лезвию бритвы), Рик Декард назван в честь Рене Декарта. Такую аллюзию автор романа внёс из-за схожести философских вопросов на которые пытается ответить главный герой романа Дика, с идеями самого Декарта. В 1982 году режиссёр Ридли Скотт экранизировал роман. Главную роль исполнил Харрисон Форд. Его герой также носит фамилию Декард.